# Gutachtalbrücke
Die Gutachtalbrücke ist als Straßenbrücke Bestandteil der Bundesstraße 31 östlich von Titisee-Neustadt. Das Bauwerk überspannt als Talbrücke das Gutachtal mit dem Bach Gutach, der Landesstraße 156 sowie der Höllentalbahn. Die Brücke ist ein Kulturdenkmal.

## Bau
Obwohl seit 1958 Pläne bestanden, die Neustädter Innenstadt über eine solche Brücke zu entlasten, wurde das Vorhaben erst im Jahr 1978 beschlossen. Die Kosten von 22 Millionen Deutsche Mark übernahmen der Bund und das Land Baden-Württemberg, die den Zuschlag an die beiden Firmen Polensky & Zöllner und Richard Besemer aus Wendlingen am Neckar vergaben. Ziel der Planungen war eine Brücke, die „sich optisch in die Natur einpassen [sollte], ohne die Sicht ins Kappler Tal zu beeinträchtigen“. Erbaut wurde die höchste Brücke im Schwarzwald von 1978 bis 1980 nach einem Entwurf von Hans Wittfoht. Dabei wurden 18500 Kubikmeter Beton, 1870 Tonnen Betonstahl und 435 Tonnen Spannstahl verbaut. Hergestellt wurde der Überbau, wie die Siegtalbrücke, im Freivorbau mit Stahlhilfsträger. Der Lückenschluss, das Zusammentreffen der beiden Brückenenden, geschah am 24. Juni 1981.

## Konstruktion

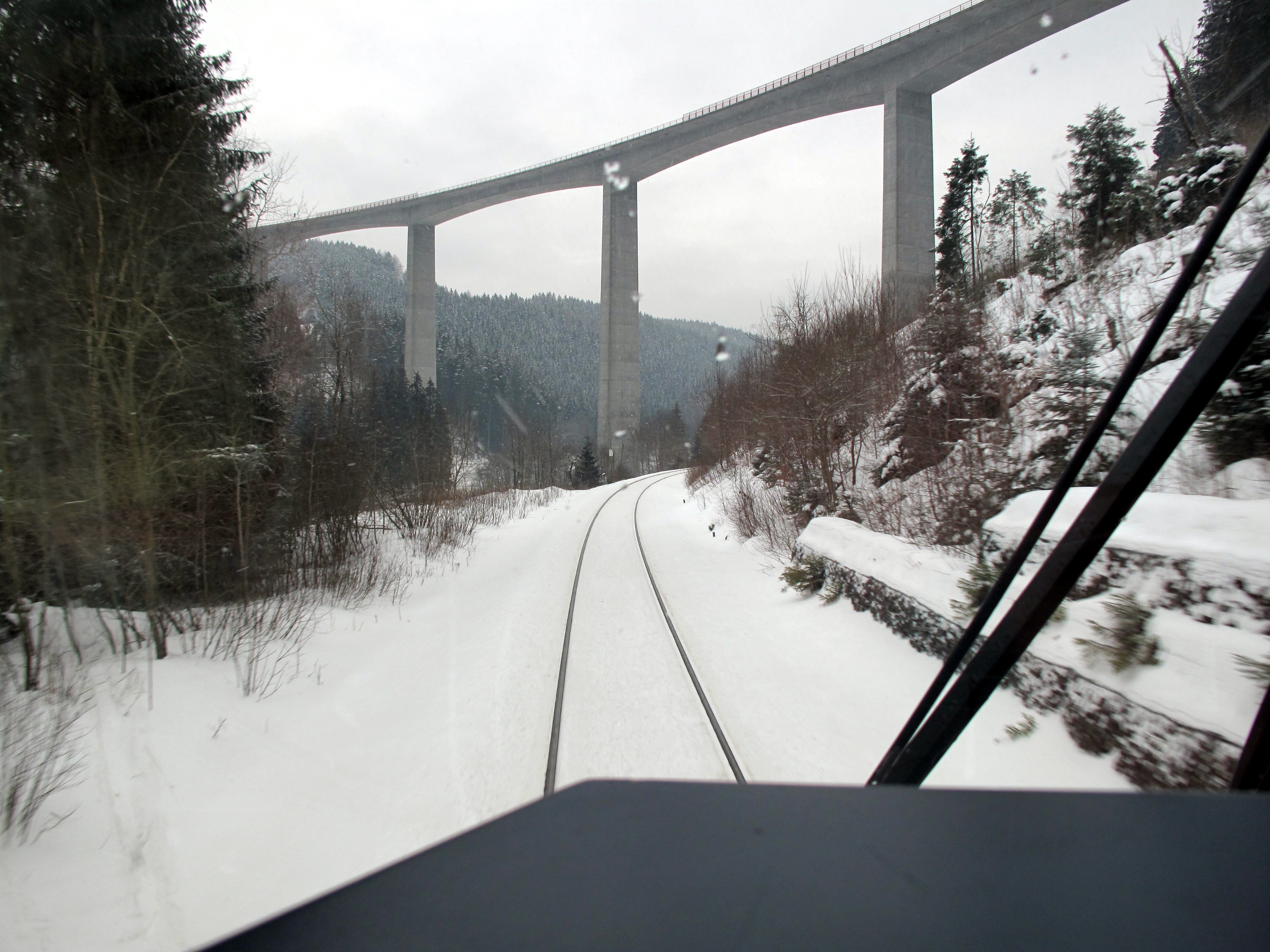
Gutachtalbrücke von der Höllentalbahn aus

Die Brücke weist in Längsrichtung eine Gradiente von 4,08 % auf und führt zwei Fahrstreifen bergauf sowie einen bergab. Im Grundriss verläuft die Straßentrasse im Bauwerksbereich mit einem horizontalen Krümmungsradius von 600 m.
Der Brückenzug besteht aus einer 617 m langen Hauptbrücke mit acht Feldern und einer 134,55 m langen, vierfeldrigen Anschlussbrücke. Die Anschlussbrücke besitzt einen parallelgurtigen Hohlkastenquerschnitt aus Spannbeton und wird von Rundstützen getragen. Der Übergang zur Hauptbrücke erfolgt auf einem Gruppenpfeiler.

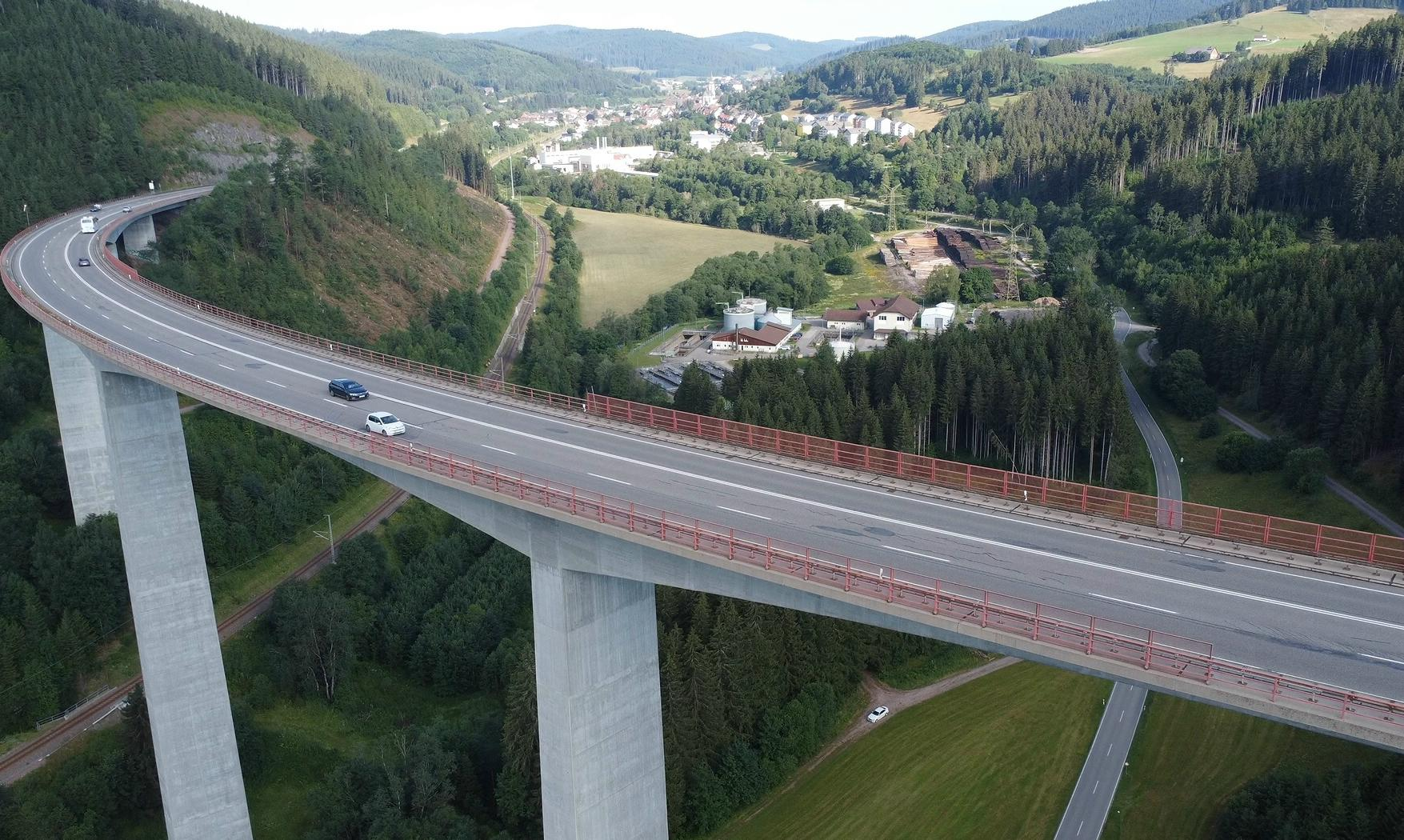
Gutachtalbrücke von Osten aus gesehen

Die Hauptbrücke, ebenfalls eine Spannbetonkonstruktion, weist in Längsrichtung den Durchlaufträger als Bauwerkssystem auf. Die Mittelpfeiler drei bis fünf sind in den Überbau eingespannt und wirken mit ihm als rahmenartiges Tragwerk. Die Stützweiten betragen 49 m – 59 m – 4 × 101 m – 59 m – 46 m. In Querrichtung ist ein einzelliger Hohlkastenquerschnitt vorhanden, der eine 17,85 m breite Fahrbahnplatte, eine 8,55 m breite Bodenplatte sowie 50 cm dicke, senkrechte Stege besitzt. In den Endfeldern hat der Überbau eine konstante Konstruktionshöhe, in den Abschnitten mit den großen Spannweiten ist er gevoutet ausgebildet und besitzt in Feldmitte eine Querschnittshöhe von 3,0 m und über den Pfeilern von 6,4 m. Die Pfeiler weisen am Kopf in Querrichtung eine Breite von 8,55 m auf und besitzen einen Stahlbetonhohlquerschnitt. Pfeiler und Widerlager sind auf anstehendem Granit flach gegründet.